# Чемпионат СССР по классической борьбе 1936
7-й Чемпионат СССР по классической борьбе проходил в Москве с 22 по 24 ноября 1936 года. До 1936 года первенство Советского Союза разыгрывалось в том же соревновании, в котором участники боролись за командное первенство. В 1936 года Всесоюзный комитет по делам физической культуры и спорта впервые провёл личное и командное первенство СССР отдельно, самостоятельными соревнованиями. Второе нововведение — соревнования проводились по круговой системе. Это дало возможность выявить действительно лучших борцов. В соревнованиях приняло участие 68 человек.

## Медалисты
| Весовая категория | Золото                    | Серебро                              | Бронза                    |
| ----------------- | ------------------------- | ------------------------------------ | ------------------------- |
| Наилегчайший вес  | Николай Раков Ленинград   | Саркис Варданян Ереван               | Сергей Спиридонов Харьков |
| Легчайший вес     | Леонид Дзеконский Тбилиси | Онни Турунен Ленинград               | Яков Невретдинов Москва   |
| Полулёгкий вес    | Евгений Чередниченко Киев | Николай Баскаков Москва              | Александр Соловов Москва  |
| Лёгкий вес        | Леонид Егоров Москва      | Виктор Соколов Ростов-на-Дону        | А. Константинов Ленинград |
| Полусредний вес   | Николай Шигаев Баку       | Иван Михайловский Харьков            | А. Абрамов Москва         |
| Средний вес       | Григорий Пыльнов Москва   | Н. Суриков Ленинград                 | Василий Бровченко Москва  |
| Полутяжёлый вес   | Шалва Чихладзе Тбилиси    | Я. Селифанов Севастополь             | Т. Степанов Ленинград     |
| Тяжёлый вес       | Арон Ганжа Киев           | Александр Пустынников Ростов-на-Дону | Пётр Загоруйко Москва     |